# Цезька мова
Цезька мова (цезйас мец) — мова цезів, належить до нахсько-дагестанської групи північнокавказької мовної сім'ї. 
За даними Всеросійського перепису населення 2002-го року, 15 354 особи (переважно в Цунтинському районі Дагестану) назвали себе цезами. 
Цезька мова не вивчається в школах, натомість цези змушені вивчати перших 5 років аварську мову, а надалі — російську. 
На основі аварського алфавіту цези створили свій власний для збереження національного фольклору. 
Назва цез походить від цезької, що означає сокіл. Грузини називають їх дідо (від діді — «великий»).
Словниковий запас мови насичений насамперед запозиченнями з аварської та російської мов, а також з грузинської та турецької. З арабської мови цези запозичили деякі терміни ісламу (цези — мусульмани-суніти), як і переважно носії інших кавказьких мов.
Діалекти (цезькою мовою): Асахъ, Цебору, Нево, Кидиро, Сокьо.